# ICA Gruppen
ICA Gruppen — шведский ритейлер, специализирующийся на продуктах питания и товарах для здоровья. Группа также владеет банком, аптечной сетью и сетью мягкой мебели Hemtex.

## История
В 1917 году Хакон Свенсон основал компанию Hakonbolaget, ставшую предшественником современной ICA, с целью объединения независимых розничных торговцев в закупочные центры, чтобы через совместные закупки и сотрудничество они могли достичь той же экономии масштаба, что и сетевые предприятия.
В 1938 году ICA была основана путем объединения четырех шведских закупочных центров, включая Hakonbolaget, что позволило создать более сильную организационную структуру.
В 1972 году был создан современный формат ICA, когда компания трансформировалась в единую группу с преобладанием ритейлеров в совете директоров, а уникальное "Соглашение ICA" заложило основу бизнес-модели, позволяющей талантливым сотрудникам магазинов становиться владельцами бизнеса при минимальных финансовых вложениях и рисках. 
Большая часть её деятельности находится в Скандинавии, и компания является второй по величине розничной компанией в скандинавских странах.
В 2000 году половина компании была продана голландскому ритейлеру Ahold. В 2004 году она приобрела ещё 10 %. Договорное обязательство не позволяет Ahold осуществлять контроль большинства над ICA. В 2013 году Ahold продал свои акции Hakon за 3,1 млрд долларов.
В Швеции ICA Sverige AB управляет около 1350 розничными магазинами. Магазины имеют разные профили в зависимости от местоположения, ассортимента товаров и размера:
- ICA Nära («ICA Nearby») — магазины удобного типа для повседневной розничной торговли.
- ICA Supermarket — супермаркеты среднего размера, расположенные рядом с местом проживания или работы клиентов, а также вблизи основных дорог с широким ассортиментом товаров.
- ICA Kvantum — супермаркет для крупных, плановых покупок. Обычно находится за пределами городов.
- MAXI ICA Stormarknad — гипермаркеты с полным ассортиментом продуктов, а также модной одежды, товаров для дома, развлечений и бытовой электроники.

В 2012 году Ica Sweden занимала 50% рынка в сфере торговли продуктами питания.